# Élection présidentielle américaine de 1912 au Maine
 (septembre 2023).
L'élection présidentielle américaine de 1912 au Maine a lieu le 5 novembre 1912 comme dans les 47 États qui composent alors les États-Unis. Les électeurs mainois choisissent des grands électeurs pour les représenter dans le collège électoral à travers un vote populaire. Le Maine dispose en 1912 de 6 grands électeurs. L'État donne l'ensemble de ses grands électeurs au candidat du Parti démocrate, le gouverneur du New Jersey Woodrow Wilson.
Le candidat vainqueur de ce scrutin dans tout le pays sera également Wilson, qui occupera la présidence des États-Unis du 4 mars 1913 au 4 mars 1921, ayant été réélu en 1916.
Wilson est le premier candidat démocrate à remporter l'État du Maine depuis Franklin Pierce en 1852. Aucun autre candidat démocrate après 1912 ne remportera plus l'État du Maine jusqu'à Lyndon B. Johnson en 1964.